# Скочиклоди
Скочиклоди (пол. Skoczykłody) — село в Польщі, у гміні Ґлухув Скерневицького повіту Лодзинського воєводства.
Населення — 293 особи (2011).
У 1975—1998 роках село належало до Скерневицького воєводства.

## Демографія
Демографічна структура станом на 31 березня 2011 року:
|          | Загалом | Допрацездатний вік | Працездатний вік | Постпрацездатний вік |
| -------- | ------- | ------------------ | ---------------- | -------------------- |
| Чоловіки | 145     | 39                 | 82               | 24                   |
| Жінки    | 148     | 38                 | 75               | 35                   |
| Разом    | 293     | 77                 | 157              | 59                   |